# Cmentarz wojenny nr 123 – Łużna-Pustki
Cmentarz wojenny nr 123 – Łużna-Pustki – żołnierskie miejsce pochówku z czasów I wojny światowej zlokalizowane w Łużnej na wzgórzu Pustki. Jeden z ponad 400 zachodniogalicyjskich cmentarzy wojennych zbudowanych przez Oddział Grobów Wojennych C. i K. Komendantury Wojskowej w Krakowie. W IV okręgu Łużna cmentarzy tych jest 27.

## Historia
Cmentarz powstał w miejscu walk, które odbyły się w maju 1915 r. Była to zwycięska dla sprzymierzonych wojsk austro-węgierskich i niemieckich bitwa pod Gorlicami, w wyniku której nastąpiło przełamanie frontu i wojska rosyjskie musiały wycofać się daleko na wschód. Na Pustkach znajdowały się okopy rosyjskie. Po trwającym 4 godziny ostrzale artyleryjskim pierwsza linia okopów uległa całkowitemu zburzeniu. Te ukryte w lesie na szczycie wzgórza przetrwały jednak ogień artyleryjski i pozwoliły armii rosyjskiej stawić opór. Wojska austro-węgierskie i niemieckie zdobyły wzgórze, lecz poniosły duże straty w ludziach.
Po zakończeniu działań wojennych uznano, iż Wzgórze Pustki jest bardzo dobrym miejscem na stworzenie nekropolii. Cmentarz odzwierciedlając ideę ekumenizmu, jest miejscem ostatniego spoczynku żołnierzy różniących się na płaszczyźnie etnicznej, narodowej i wyznaniowej. Polegli walczyli po stronie trzech sił zbrojnych (armia austro-węgierska, niemiecka oraz armia rosyjska) i pochodzili z dzisiejszych terenów Austrii, Węgier, Niemiec, Polski, Ukrainy, Rosji i Słowenii. Prace nad cmentarzem wykonywali jeńcy wojenni. Cmentarz zaprojektował kierownik artystyczny okręgu IV Jan Szczepkowski.
W lutym 2016 roku Komisja Europejska dodała Cmentarz Wojenny nr 123 Łużna Pustki do obiektów historycznych na liście znaków dziedzictwa europejskiego. Przyznanie znaku dziedzictwa europejskiego odbyło się w kwietniu 2016 roku w Brukseli. Cmentarz wojenny na Pustkach jest czwartym i jednym z sześciu miejsc w Polsce uhonorowanych tym znakiem. Nekropolia została wyróżniona, gdyż jest miejscem pamięci odzwierciedlającym idee ekumenizmu i braterstwa, zapewniając jednakowe traktowanie wszystkim poległym, bez względu na ich przynależność religijną lub etniczną i fakt po której stronie walczyli. Cmentarz stanowi wielonarodowe dziedzictwo kulturowe, unikatowe na skalę europejską.

## Polegli
Na cmentarzu pochowanych jest:
- 912 żołnierzy armii austro-węgierskiej (blisko połowa z nich to Polacy),
- 65 żołnierzy armii niemieckiej,
- 227 żołnierzy armii rosyjskiej.

154 żołnierzy rosyjskich poległych na wzgórzu Pustki pochowanych zostało ponadto na położonym poniżej cmentarzu wojennym nr 122.

## Opis cmentarza
Cmentarz zajmuje 29 152 m² i jest zbliżony kształtem do nieregularnego trapezu. Od frontu otoczony jest płotem z kamiennych słupków oraz drewnianych sztachet. Wejście przez bramę ujętą między dwa duże słupy, każdy wieńczy stylizowany hełm. Na wprost wejścia znajduje się pomnik w kształcie sarkofagu
Na cmentarzu znajduje się 46 grobów zbiorowych i 829 pojedynczych.
Żołnierze pochowani są w kwaterach według przynależności państwowej i pułkowej. Przy każdej grupie grobów znajduje się pomnik. Zespoły grobów łączą ścieżki w stromych miejscach przechodzące w kamienne schodki. Mogiły z kamiennym obramowaniem, na nich drewniane krzyże. Istnieje również osobna kwatera dla poległych, których przynależności nie rozpoznano.

## Gontyna
Pierwotny projekt cmentarza zakładał, iż na szczycie wzgórza miał stanąć kamienny monument, lecz gdy projektant cmentarza Jan Szczepkowski został odwołany, zadanie dokończenia nekropolii objął słowacki architekt Dušan Jurkovič. Gontyna stała się jego koronnym dziełem. Przy jej budowie Jurkovič najpełniej oddał swój styl, będący próbą syntezy budownictwa ludowego Karpat i stylu starosłowiańskiego.
Niemal 25-metrowa, monumentalna wręcz drewniana kaplica została zaprojektowana w 1917 r. i niedługo po tym wykonana. Oryginalny plan budynku znajduje się w Narodowym Muzeum Słowacji w Bratysławie.
Istnieją przypuszczenia, że Jurkovič mógł nawiązywać do wyobrażeń budowli starosłowiańskich. Zręby kaplicy tworzą kształt krzyża, na pokrytych gontem ścianach były wielkie, jaśniejsze krzyże, zwieńczenie to krzyż, krzyż jest też mniej więcej w 1/3 wysokości, setki krzyżyków tworzą ornament ścian. Do tego wewnątrz Chrystus upadający pod krzyżem. A wszystko w najwyższym punkcie cmentarza z tysiącem krzyży.
Struktura budowlana kaplicy oparta była na połączeniu różnych systemów konstrukcji drewnianej z murowaną częścią przyziemia. Kamień pochodził z oddalonego o kilkaset metrów kamieniołomu. W przyziemiu mieściła się kaplica, a nad kaplicą były jeszcze dwie kondygnacje. Wieża była przeznaczono do oglądania z zewnątrz. Przy północnej elewacji przyziemia stały kręte prawoskrętne schody, prowadzące na pierwsze piętro, z którego za pomocą drabiny wchodzono na drugie. Wejście do kaplicy znajdowało się od południa, a ściana północna była ołtarzową. Przy niej stała polichromowana rzeźba przyścienna przedstawiająca Chrystusa dźwigającego krzyż.
Budowniczy wnętrze kaplicy potraktowali ze szczególną starannością. Płaskorzeźby i bogato rzeźbiona, częściowo polichromowana, drewniana obudowa okrywała sufit i ściany. W czerwcu 1985 r. oryginalna gontyna spłonęła. Po niemal 30 latach, w 2014 r. gontyna została odbudowana według oryginalnej dokumentacji dokładnie w miejscu, gdzie się znajdowała pierwotnie. Odbudowana gontyna znów góruje nad zrewitalizowanym cmentarzem.
Według dokumentacji technicznej gontyny: powierzchnia zabudowy wynosi 50 m², powierzchnia użytkowa 14 m², kubatura 850 m³, wysokość od poziomu tarasu do kalenicy (bez krzyża) 24,30 m, powierzchnia zabudowy tarasu: 245 m², kubatura kamiennego tarasu: 310 m³.
Z braku wyposażenia gontyna nie pełni obecnie funkcji liturgicznych. Kiedy istniała jeszcze stara, oryginalna gontyna (do 1985 r.) corocznie kultywowano tradycję, wedle której ostatniego dnia października odbywał się tam różaniec za poległych żołnierzy.
W maju 2022 r. we wnętrzu kaplicy ustawiono rekonstrukcję figury Chrystusa dźwigającego krzyż, wykonaną na podstawie archiwalnych zdjęć przez lokalnego artystę Pawła Ziębę.

## Losy cmentarza
Cmentarz ogólnie jest dobrze zachowany. Z czasem ulegał jednak naturalnemu niszczeniu w wyniku czynników klimatycznych i rozrastających się drzew. Gontyna została zaniedbana. Wchodziło się po połamanych schodach. Wiele belek było zgniłych lub miało braki, prześwitywały liczne szpary. W niejasnych okolicznościach 29 czerwca 1985 około godziny 22:30 oryginalna gontyna spłonęła. Po pożarze została tylko kamienna podmurówka. Staraniem proboszcza łużańskiego ks. Józefa Zabrzeńskiego, powstał ołtarz polowy, który znajdował się przy wejściu na cmentarz, w 2014 roku został on rozebrany podczas prac odnawiania nekropolii. Dawniej 3 maja na cmentarzu odprawiana była msza święta (w razie deszczu mszę odprawiano w kościele parafialnym w Łużnej) i odbywały się uroczystości rocznicowe.
6 lipca 2014 rozpoczął się wart 1,3 mln złotych remont cmentarza wraz z odbudową gontyny. Trwa on etapami. W 2018 r. odnowiono już wszystkie elementy cmentarza, wycięto drzewa powodujące jego niszczenie korzeniami i liśćmi. Na odsłoniętym stoku cmentarz prezentuje się bardzo dobrze.
Cmentarz, jak i gontyna wpisane są do rejestru zabytków 18-07-1985r.

## Galeria

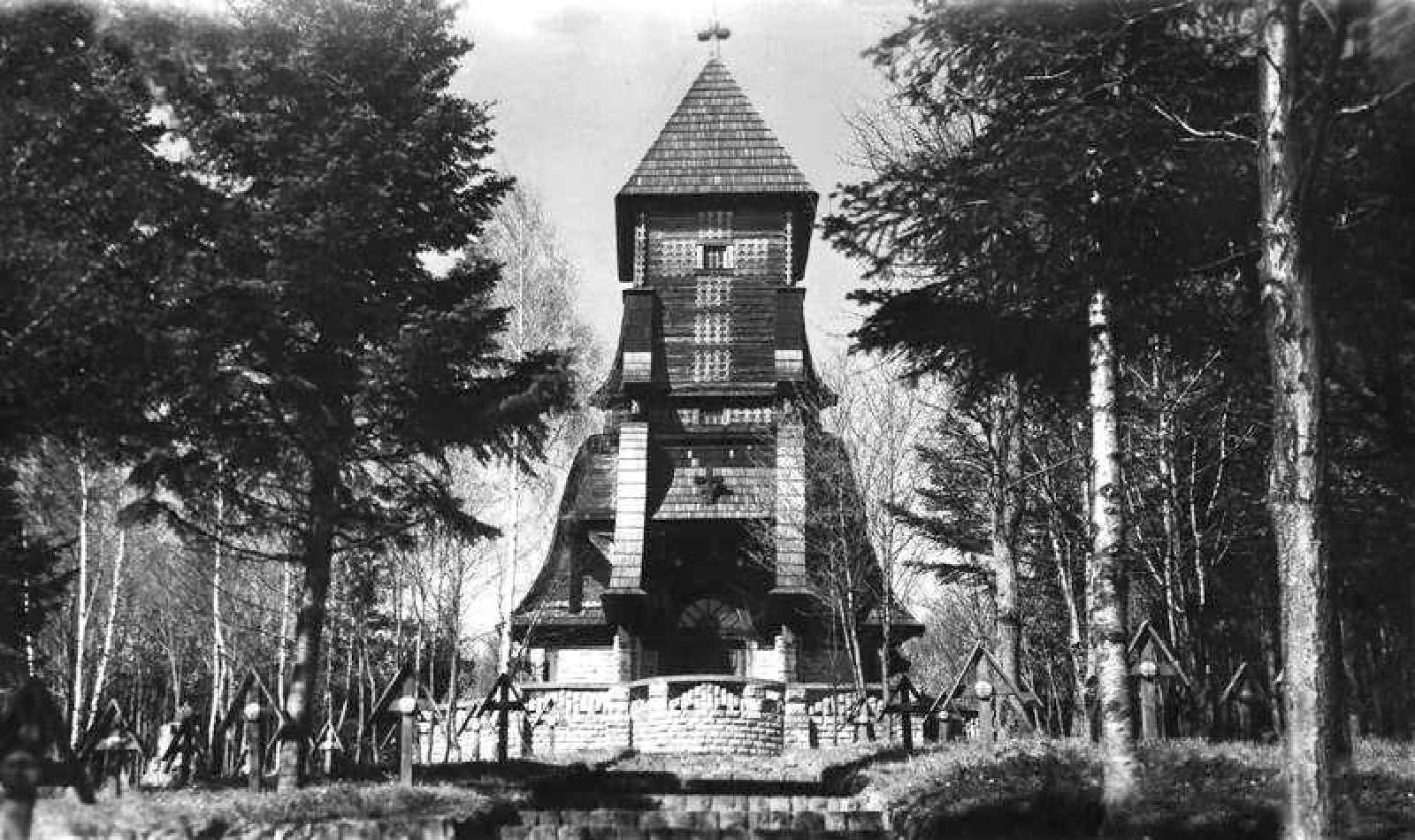
Archiwalne zdjęcie gontyny z 1919 r.
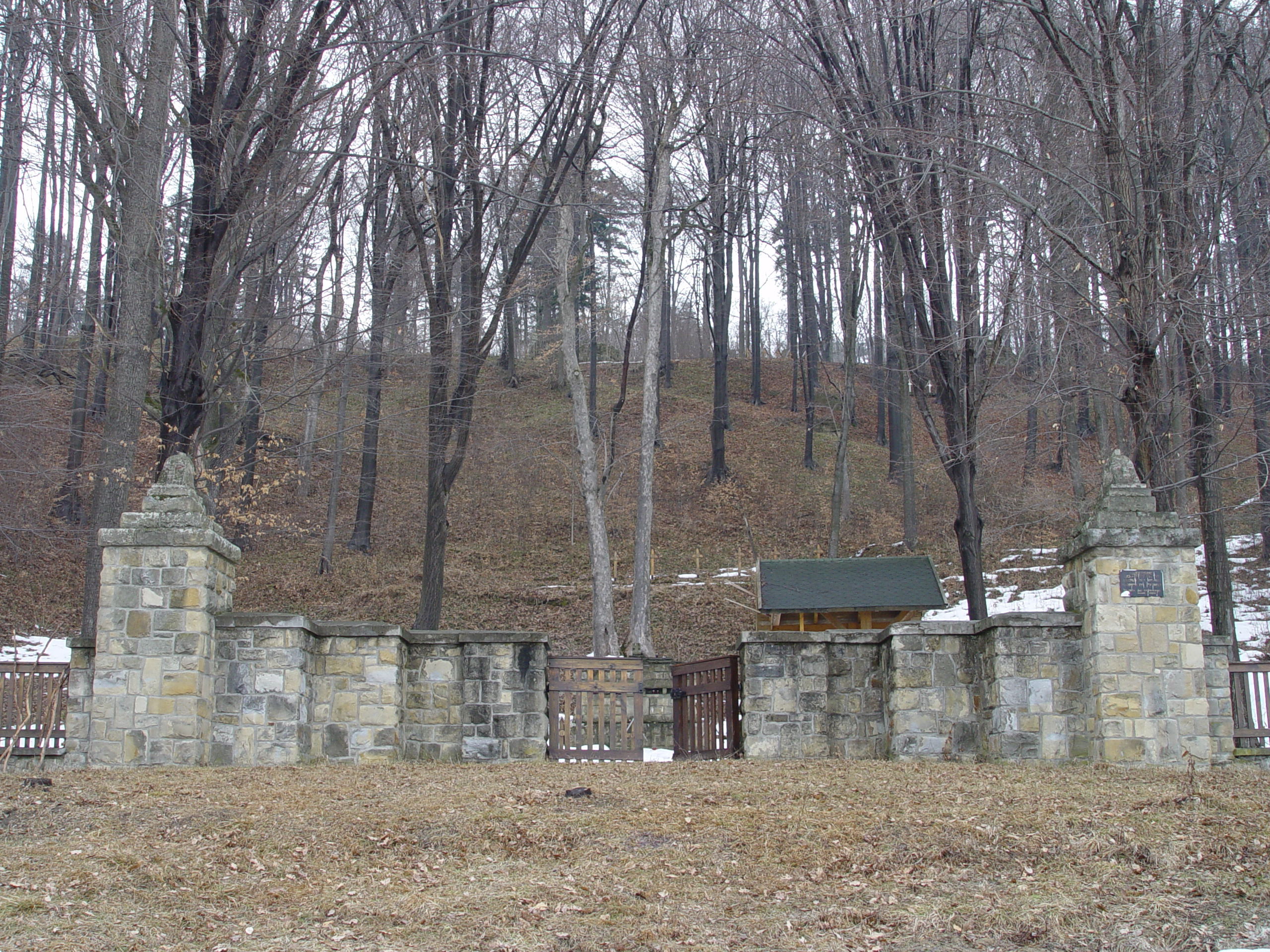
Cmentarz przed remontem
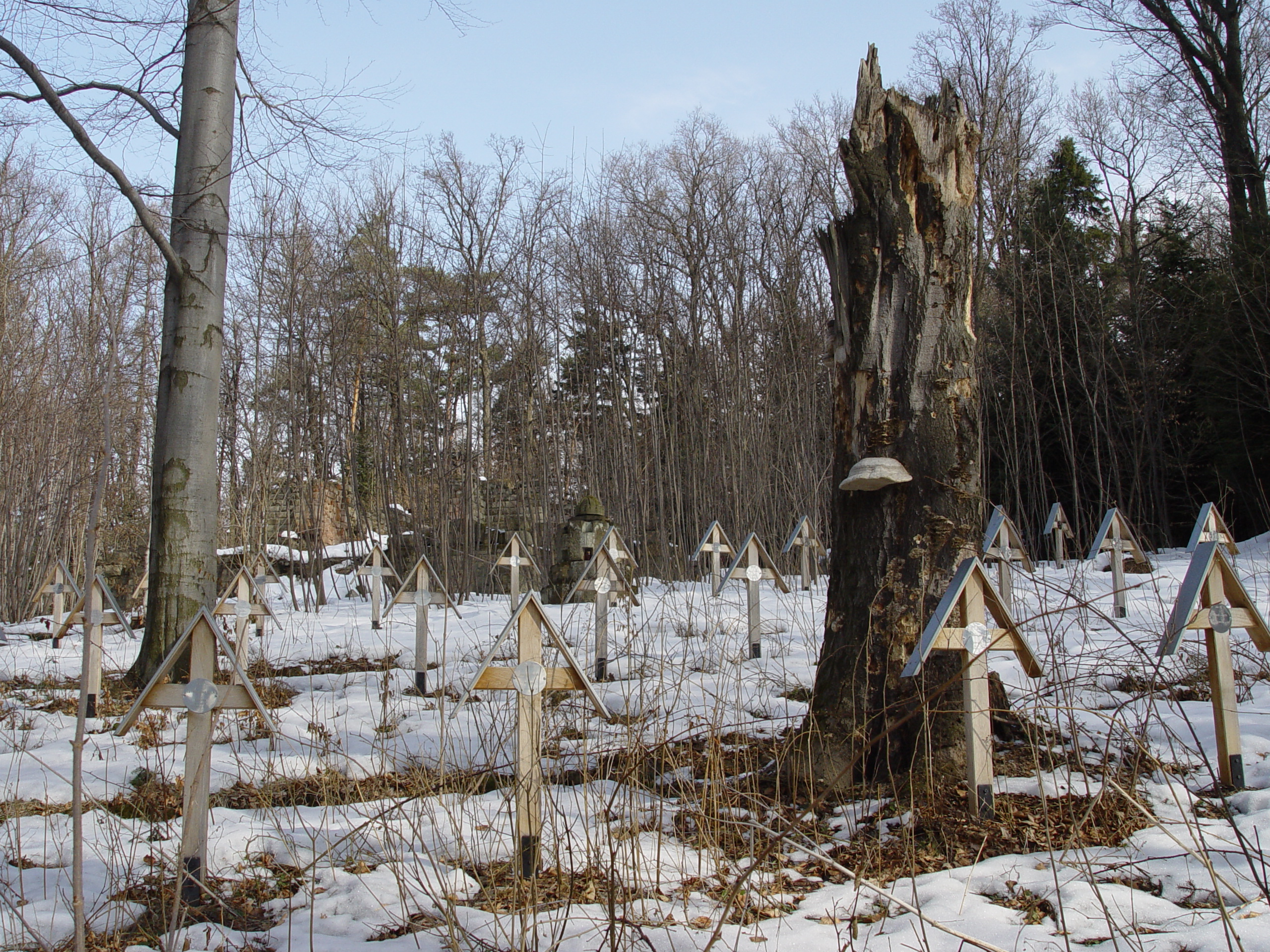
Przed wycięciem drzew
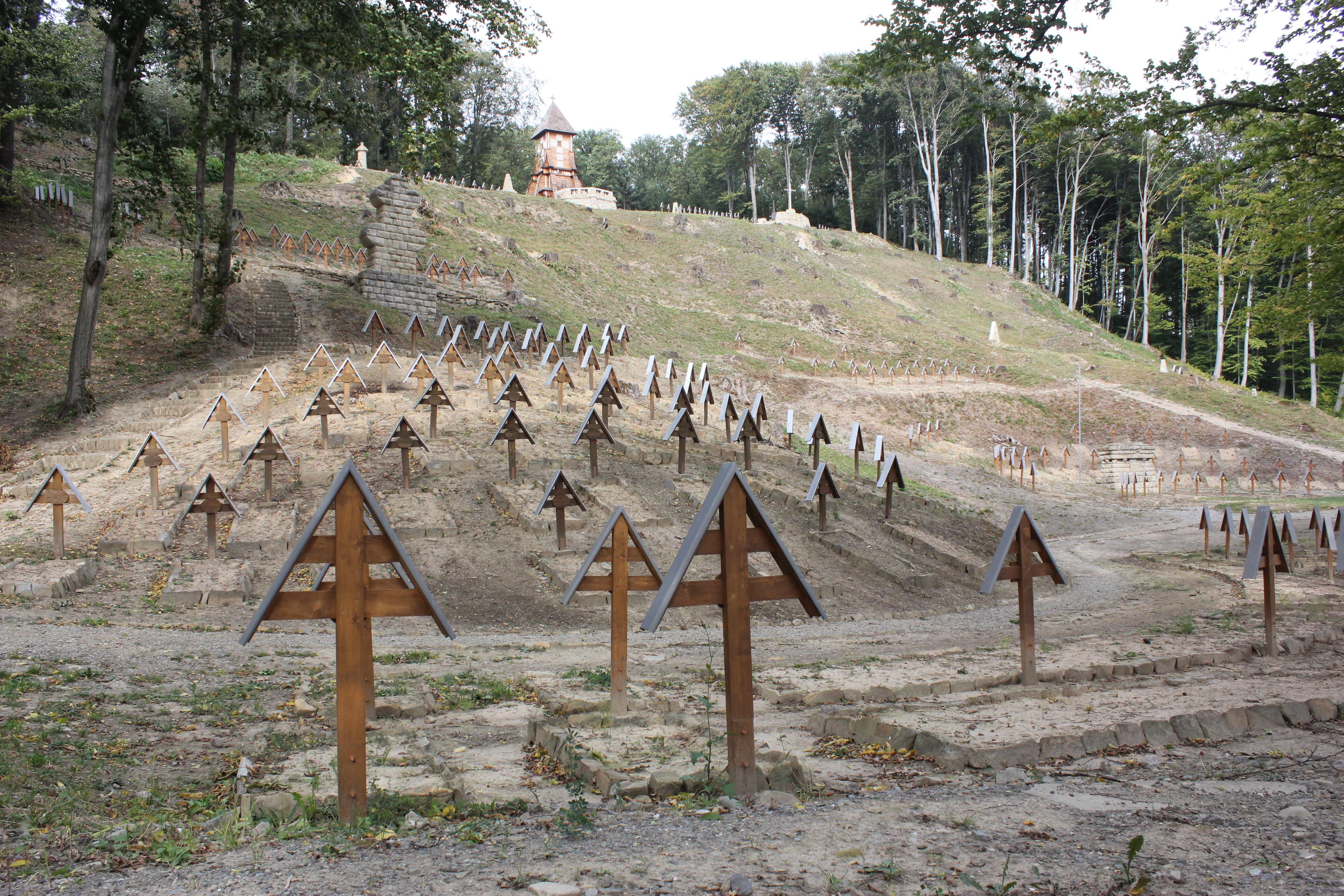
Ogólny widok po remoncie
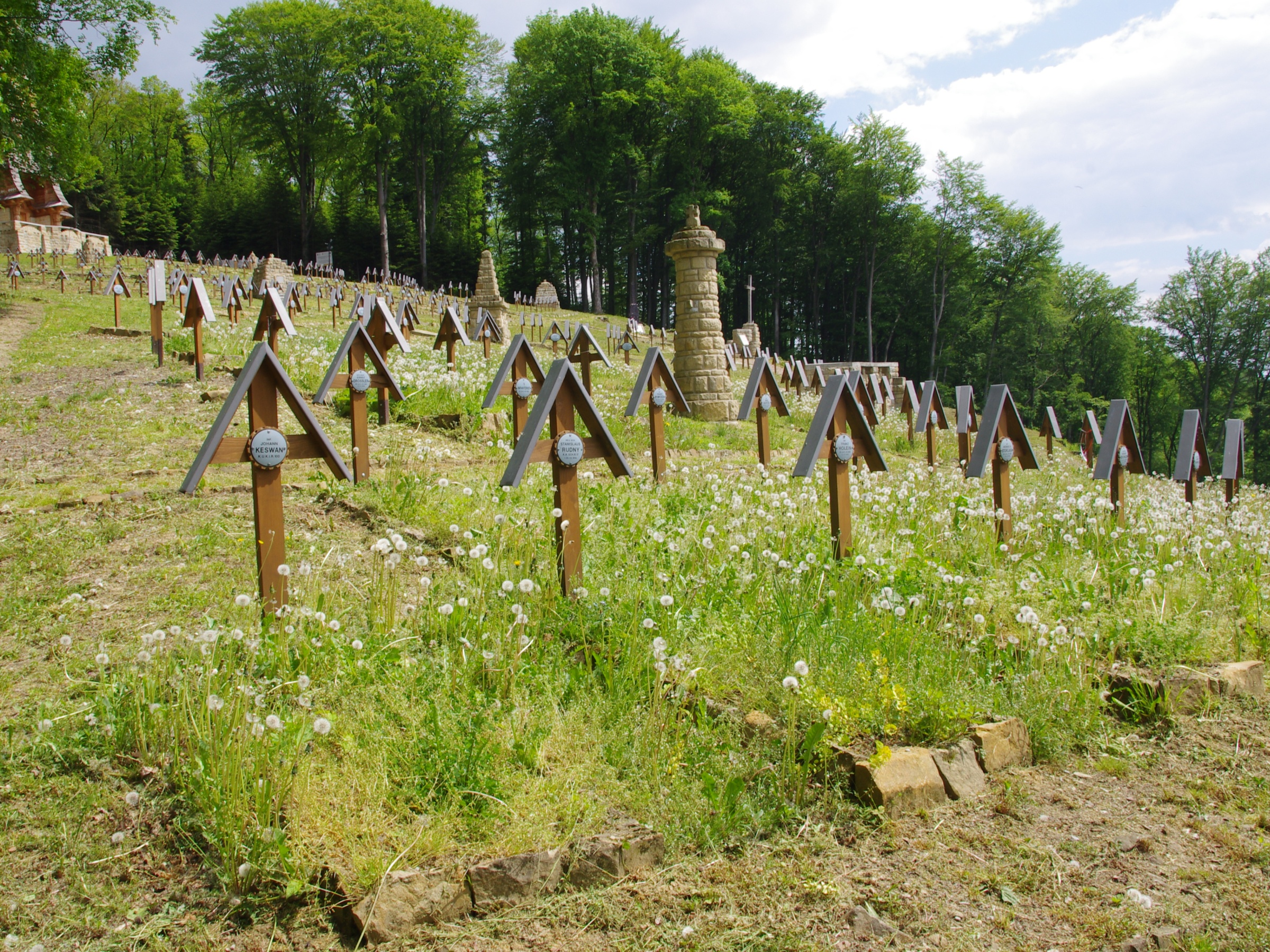
Fragment cmentarza w 2017 r.
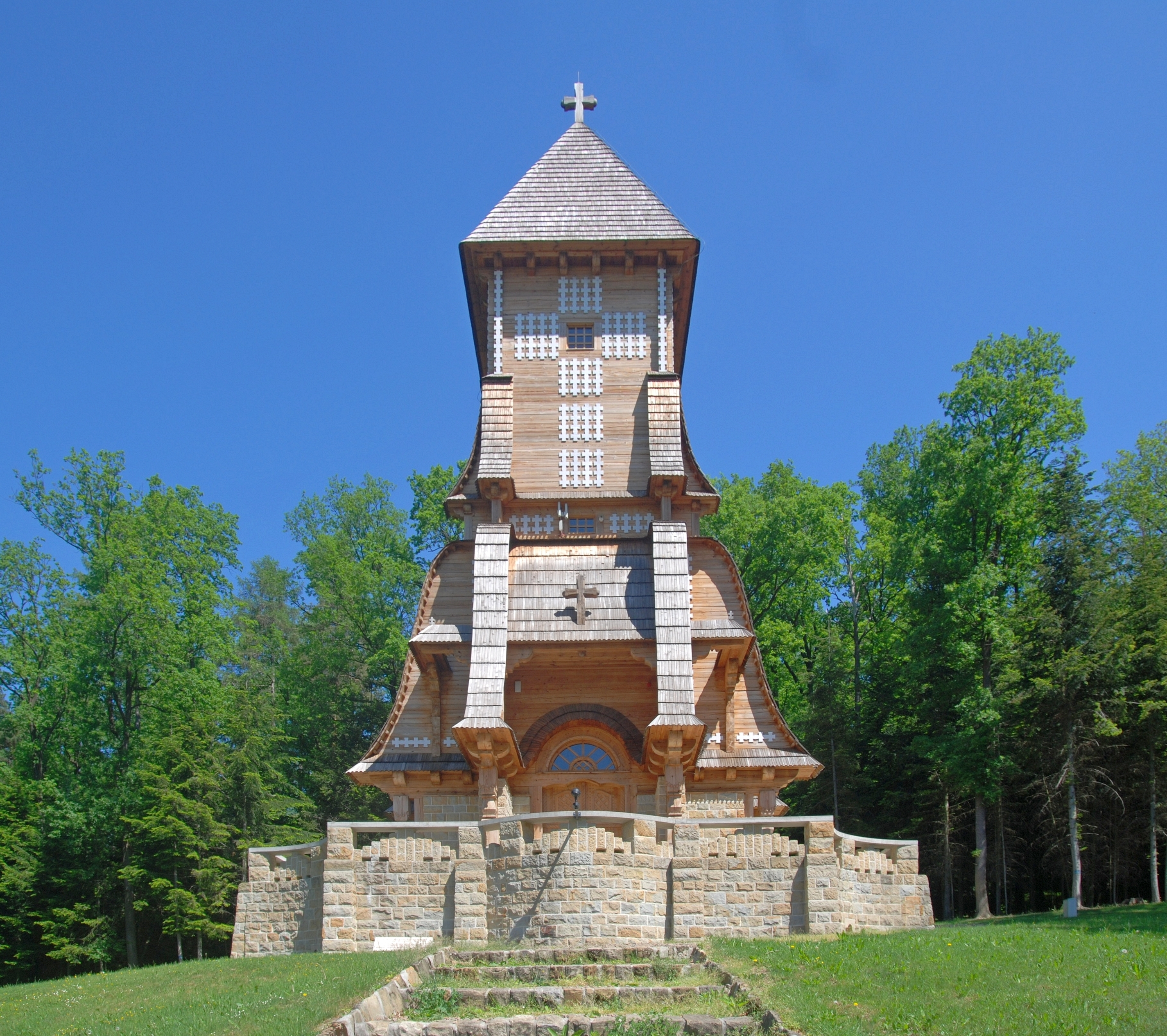
Gontyna po odbudowie
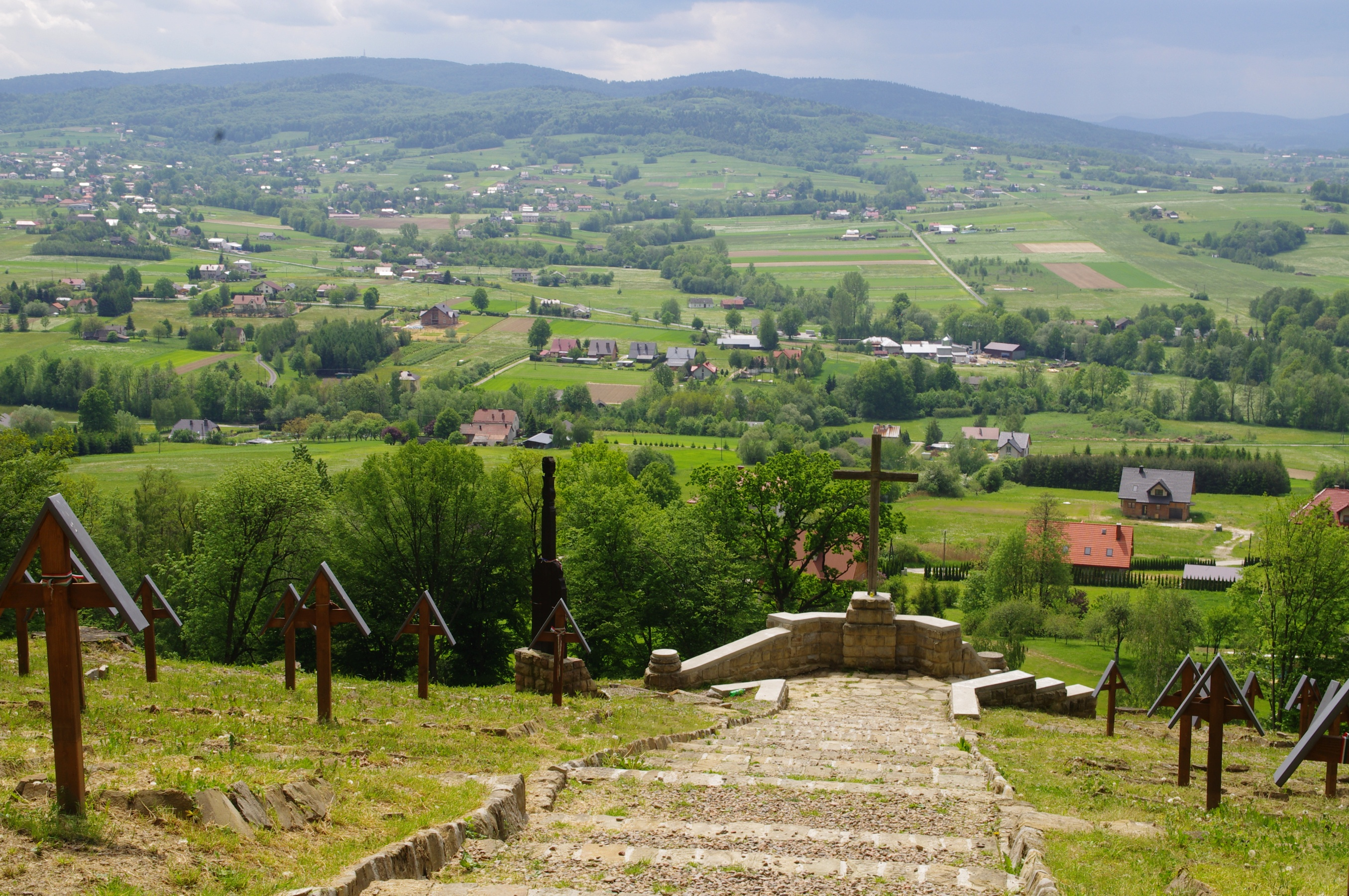
Widok z cmentarza
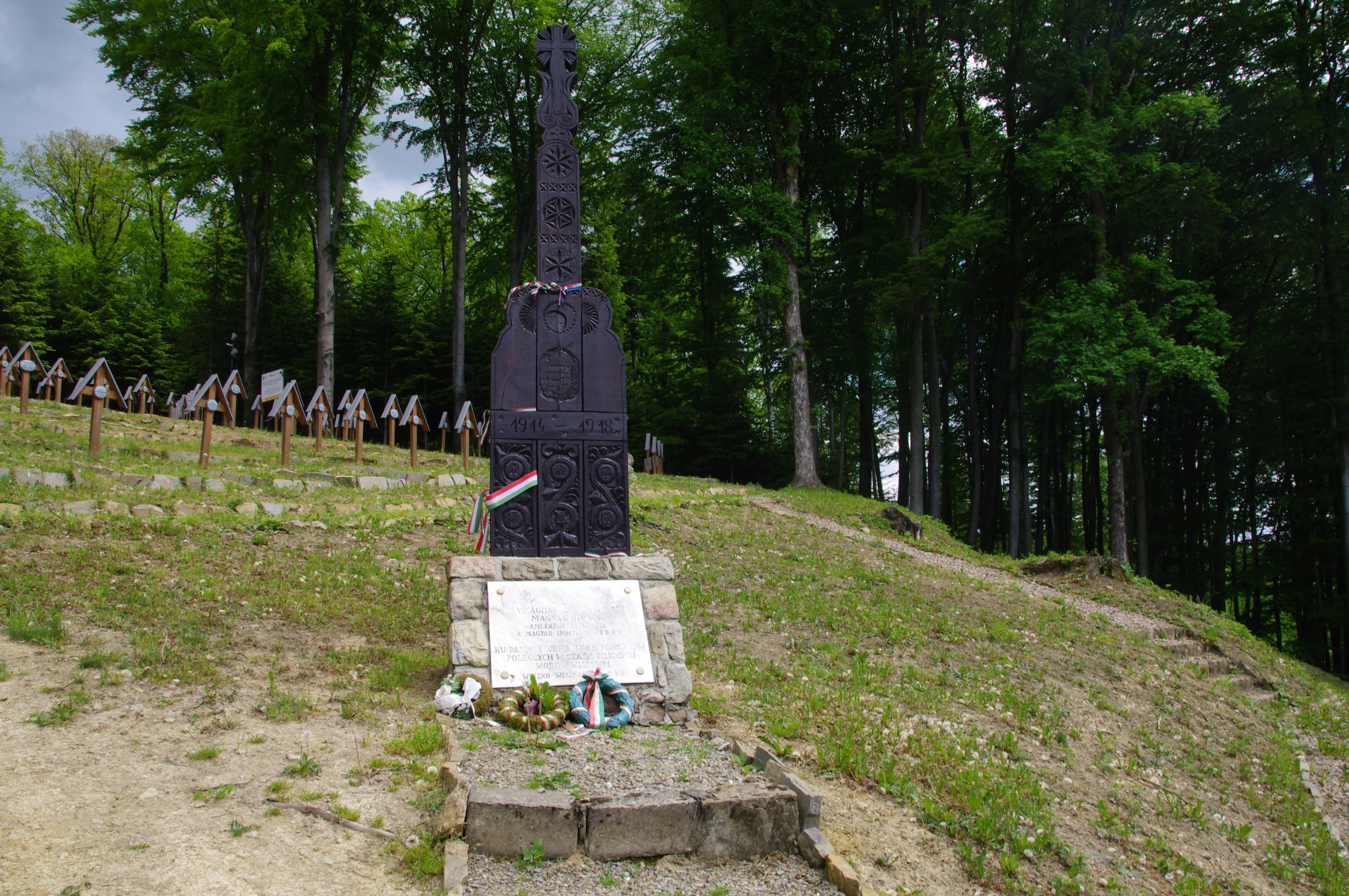
Jeden z pomników
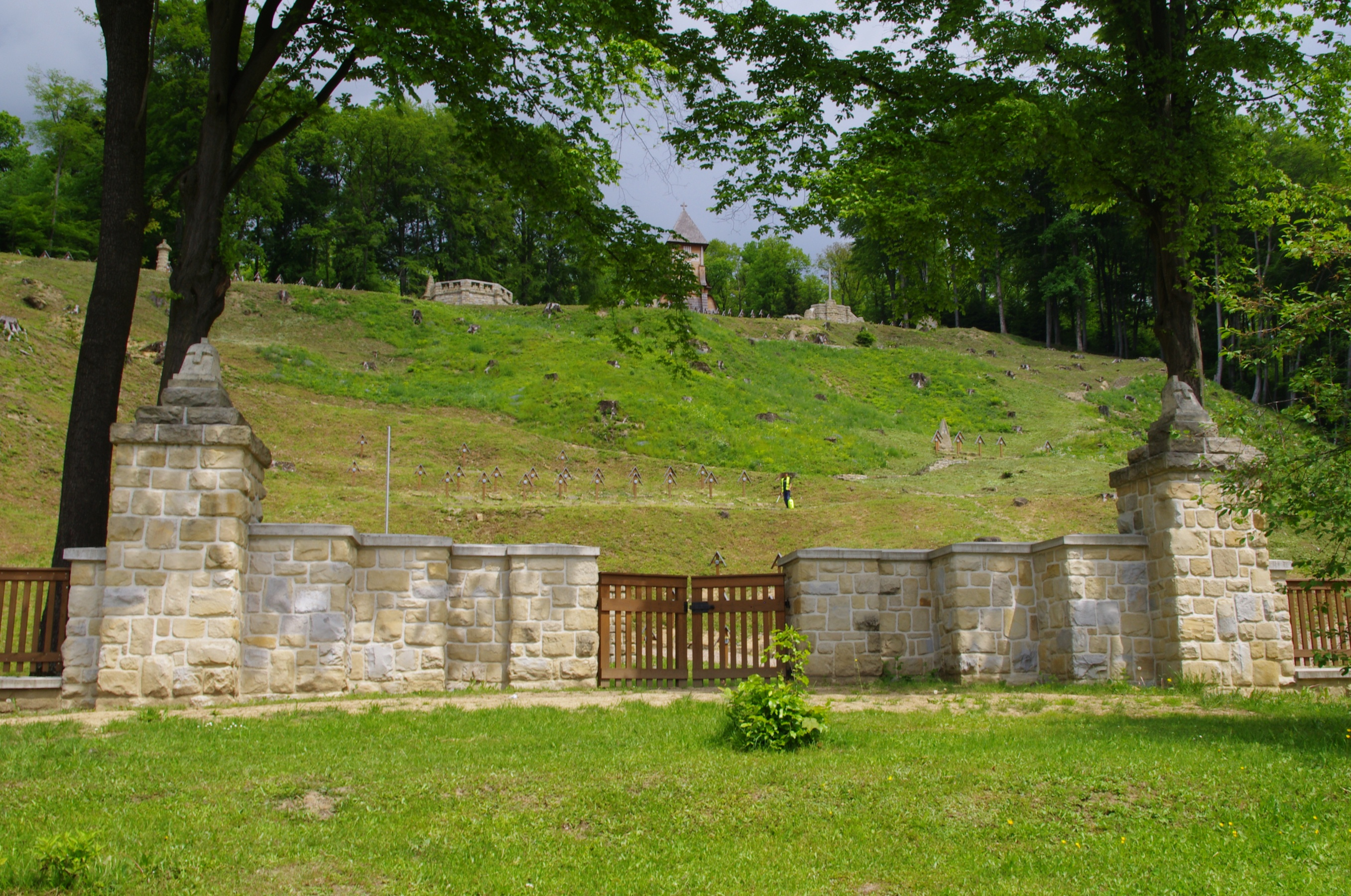
Brama wejściowa
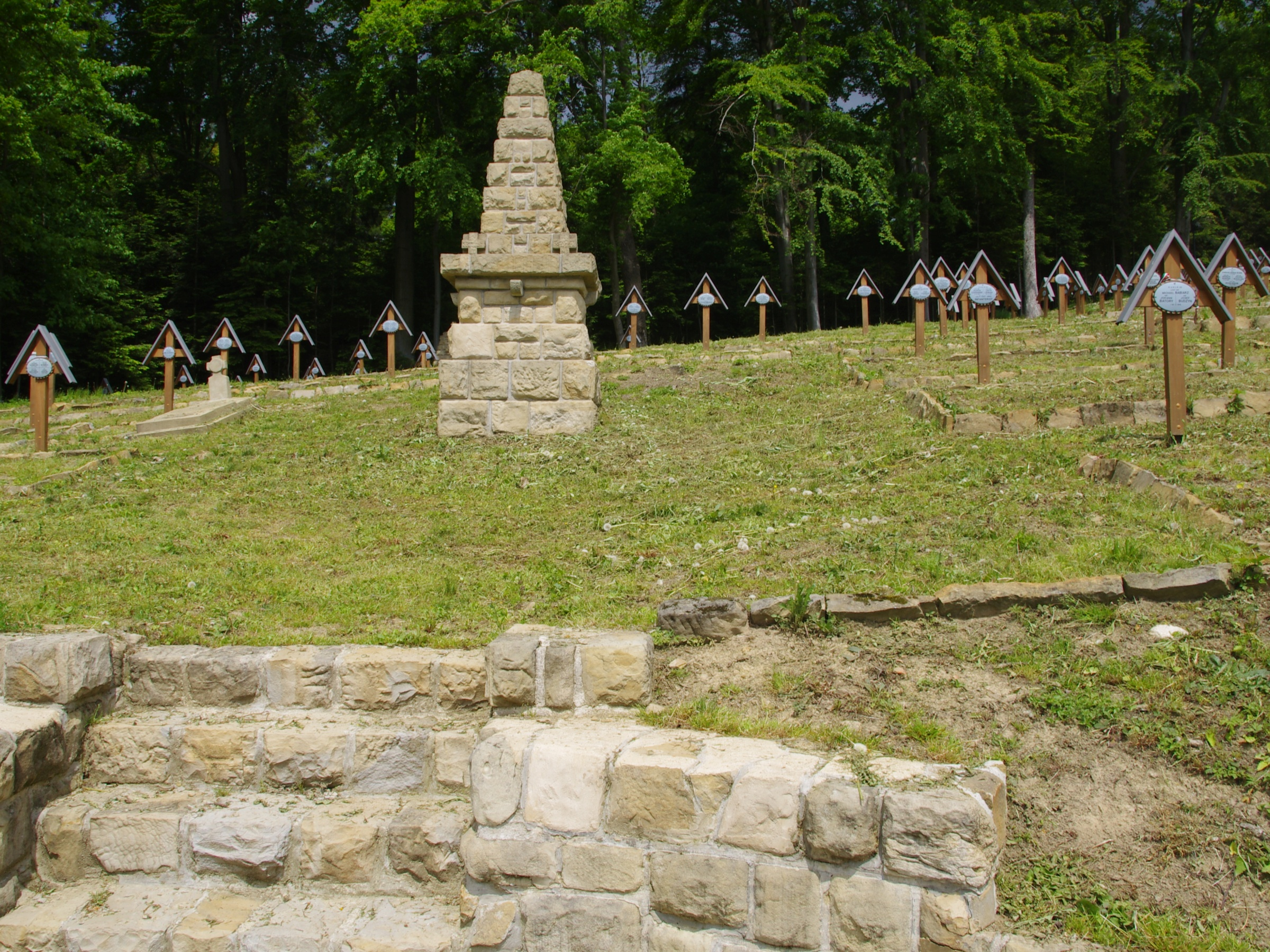
Jedna z grup krzyży
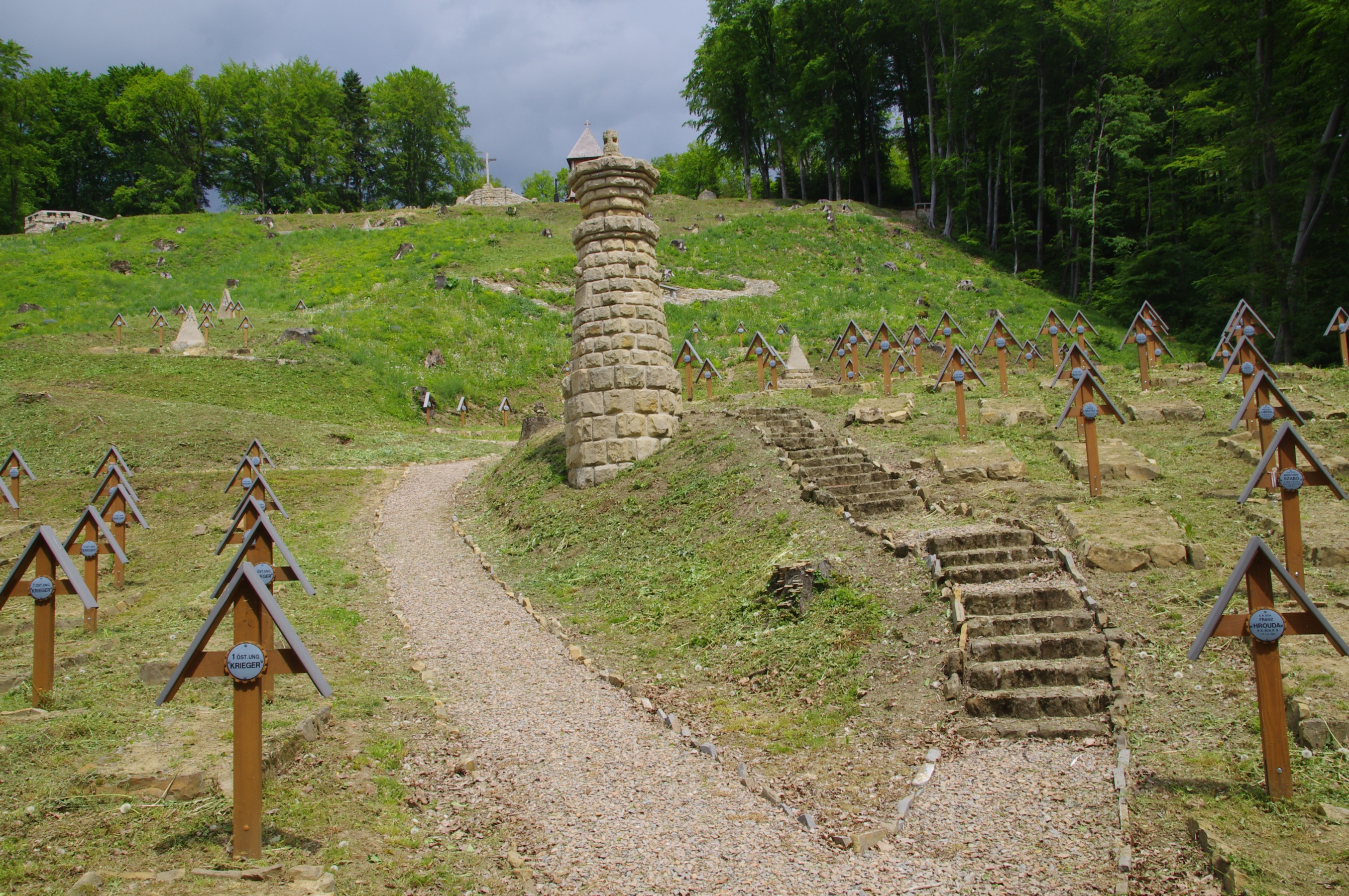
Fragment cmentarza w 2017 r.
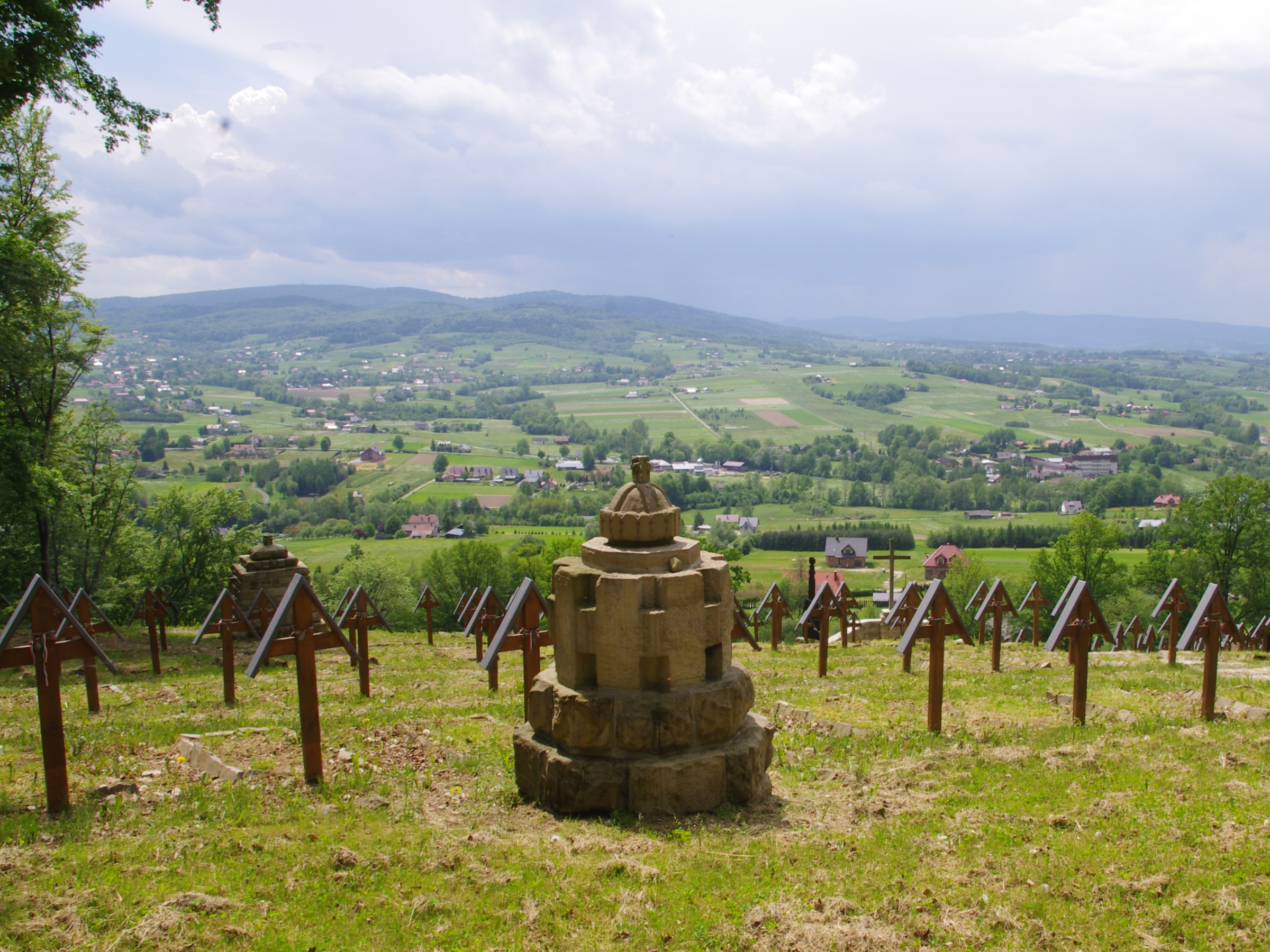
Górna część cmentarza
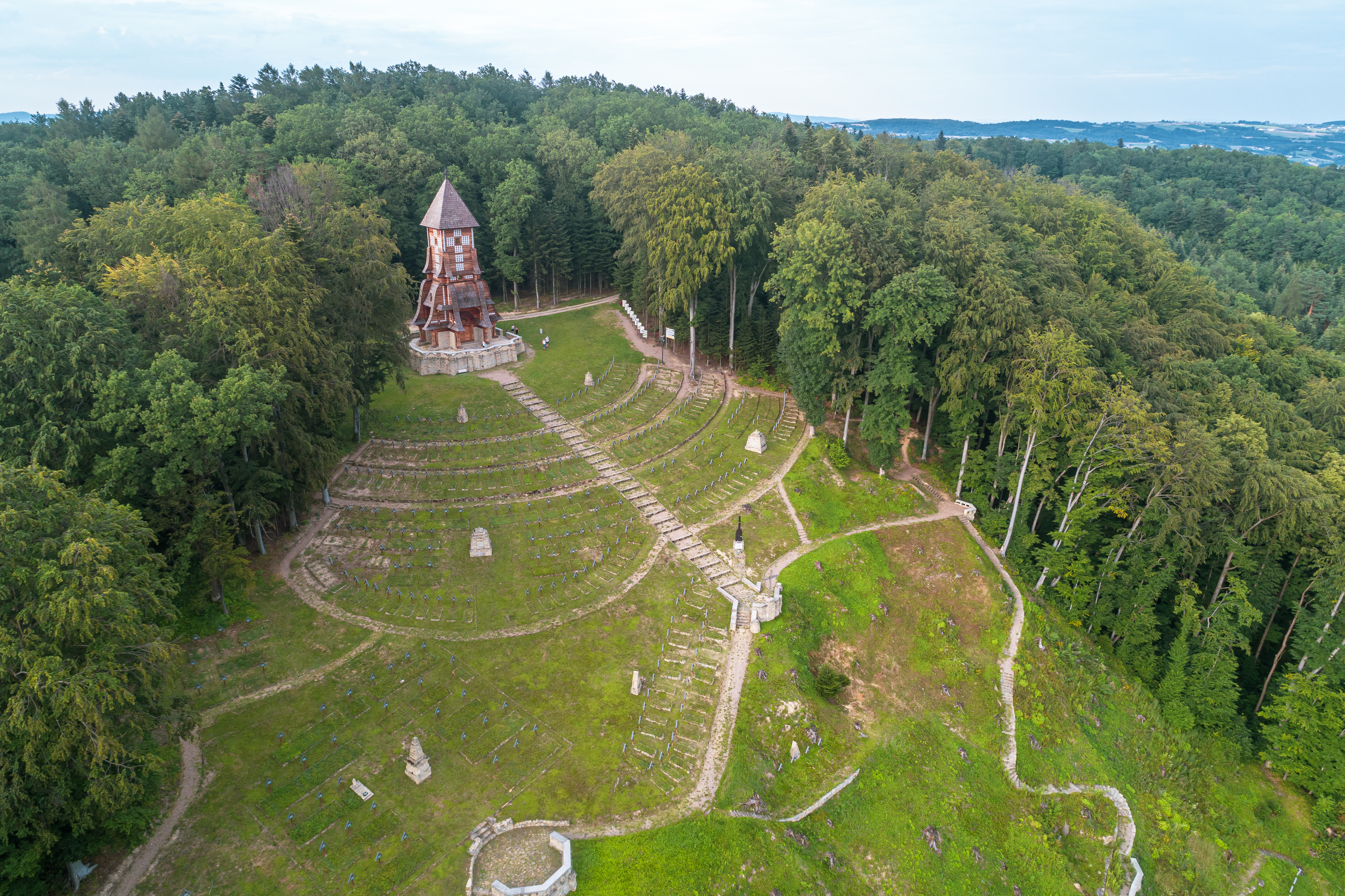
Widok z lotu drona